# Cepheus hokkaiensis
Cepheus hokkaiensis är en kvalsterart som beskrevs av K. Fujikawa 1992. Cepheus hokkaiensis ingår i släktet Cepheus och familjen Cepheidae. Inga underarter finns listade i Catalogue of Life.